# Serieruta

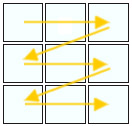
Serierutor och den traditionella, västerländska läsriktningen mellan rutorna i en serie.

Serieruta, bildruta, är ett avgränsat bildelement i en serie. Flera sidoställda bildrutor i sekvens bildar en serie.

## Beskrivning och definition
Serierutan är ofta (men inte alltid) tydligt avgränsad av en bildram. Sidoställningen av bildrutorna kan vara horisontell (stripp), vertikal (exempel: 4-koma) eller mer fritt arrangerad (vanlig i moderna superhjälteserier).
Mellanrummen mellan rutornas ramar kan kallas kanaler. De skiljer rutor åt rent grafiskt och kan också sägas representera tidsintervallet mellan de angränsande rutornas utsnitt i tiden. Rutmellanrummen är med och skapar rörelser i en serie genom den mentala process som kallas slutning (engelska: closure), och rutornas visuella sidoställning på en seriesida benämns ibland som deras samnärvaro.

## Termer på olika språk
På engelska heter serieruta panel. Rutans ram heter panel border. "Frame" används ibland populärt, men inte i professionella sammanhang. Kanalerna, (de oftast vita) ytorna mellan rutorna, heter gutter. Motsvarande termer heter på franska case, cadre och (ibland) espace entre les cases.